# جوزيف رايا
جوزيف رايا كاتب وكبير أساقفة الروم الملكيين الكاثوليك البارزين وعالم إلهيات ومدافع عن الحقوق المدنية من لبنان. وشغل منصب مطران عكا وحيفا والناصرة وكل الجليل من عام 1968 حتى عام 1974، وكان معروفًا بشكل خاص بالتزامه بالسعي إلى المصالحة بين المسيحيين واليهود والمسلمين. كما كان من أبرز المدافعين عن الاحتفال بالشعيرة الإلهية باللغات المحلية.

## السيرة الذاتية

### النشأة
وُلد جوزيف ماري رايا في مدينة زحلة في لبنان، وكان والداه ألمز وميخائيل رايا وهو السابع من بين ثمانية أطفال. وبعد أن أنهى تعليمه الابتدائي في الكلية الشرقية، درس في باريس قبل دخوله مدرسة سانت آن في القدس عام 1937. ورُسِمَ كاهنًا بكنيسة الروم الملكيين الكاثوليك في 20 يوليو 1941. ودرس لاحقًا في الكلية البطريركية بشارع الملكة نازلي بالقاهرة، ثم طرده الملك فاروق من مصر عام 1948 لدفاعه عن حقوق المرأة وهاجر إلى الولايات المتحدة عام 1949.

### برمنغهام وحركة الحقوق المدنية
بعد أن عمل جوزيف رايا كقس مساعد لكنيسة سانت آن الملكية الكاثوليكية في وودلاند بارك في نيو جيرسي، تم تعيينه راعيًا لكنيسة القديس جورج الملكيت للروم الكاثوليك في برمنغهام في ألاباما عام 1952. وكان رايا صديقا مقربا لمارتن لوثر كينغ جونيور، وسار معه في المظاهرات السلمية عدة مرات، وعانى ثلاث مرات من أذى كو كلوكس كلان، بما في ذلك الحادثة التي تم اختطافه وضربه بشدة من قبل ثلاثة رجال كلانسن. وفي تحدٍ لتهديد الحرمان الكنسي الصادر عن رئيس الأساقفة الكاثوليكي الروماني توماس تولين، ساعد رايا كينج وغيره من المتظاهرين في مجال الحقوق المدنية على تنظيم الاحتجاجات والمسيرات في جميع أنحاء ألاباما خلال الستينيات. وقام رايا بتأسيس إرسالية الأنبا موسى الأسود، وهي أول بعثة كاثوليكية شرقية للأمريكيين من أصل أفريقي، وتقع في وسط مدينة برمنغهام.
وكان رايا أيضًا قريبًا جدًا من ناشطة العدالة الاجتماعية كاترين دويرتي، وأصبح أول كاهن مشارك في منزل مادونا الرسولي في كومبرمير، أونتاريو في كندا في 1 يوليو 1959. وعندما أصبح رئيس أساقفة الناصرة، رسم زوجها إدي دورتي الكهنوت.

### مناصر استخدام اللغة العامية للخدمات الليتروجية
وبصفته كاهنًا في ألاباما، دعا رايا الأجيال الشابة إلى الحصول على خدمات كنسية بلغاتهم الخاصة، وترجم الأناجيل والقداس والشعائر الإلهية البيزنطية إلى اللغة الإنجليزية. وأثار ريا جدلاً عندما دعا الأسقف فولتون ج. شين وهو شخصية كاثوليكية تلفزيونية شهيرة للاحتفال بالقداس البابوي البيزنطي الإلهي باللغة الإنجليزية في عام 1958 في المؤتمر الوطني للملكيين. واحتفل المطران شين بالقداس باللغة الإنجليزية على شاشة التلفزيون، مما ألهم بعض الكاثوليك لتجديد الدعوات لاستخدام اللغة المحلية على نطاق واسع وهذا أثار حفيظة التقليديين.
ومنع توماس تولين، رئيس أساقفة الروم الكاثوليك في موبايل ألاباما، رايا من الاحتفال بالقداس الإلهي باللغة الإنجليزية في ديسمبر 1959. ومع ذلك، تدخل البابا يوحنا الثالث والعشرون في مارس 1960 بناءً على طلب بطريرك أنطاكية مكسيموس الرابع الصايغ للبت في المسألة لصالح التقليد البيزنطي بالاحتفال بالأسرار الإلهية باللغة العامية. وفي عام 1963 تم الإعلان أن ترجمة رايا الليتورجية هي الترجمة الإنجليزية الرسمية للطقوس الكاثوليكية البيزنطية.
واعترف البطريرك مكسيموس الرابع بنجاحات رايا برفعه إلى مرتبة أرشمندريت القدس الأكبر وتعيينه عضوًا في الوفد البطريركي الملكيين في المجمع الفاتيكاني الثاني. وفي خرق كبير للتقاليد، قرر آباء الكنيسة في الفاتيكان الثاني السماح باستخدام اللغة العامية على نطاق واسع في الكنيسة الكاثوليكية. وبعد الانتهاء من عمله في الفاتيكان الثاني، واصل رايا ترجمة الأعمال الملكية إلى الإنجليزية. وفي عام 1968، قام مع البارون خوسيه دي فينك من مطبعة أليلويا في نيوجيرسي بتأليف كتاب العبادة البيزنطية اليومية، وهو عبارة عن خلاصة وافية باللغة الإنجليزية عن القداس الإلهي، ومكتب الساعات، والأسرار المقدسة.

### الأسقفية
وبعد تعيينه كرئيس أساقفة عكا وحيفا والناصرة وكل الجليل في 20 تشرين الأول (أكتوبر) 1968، قاد المطران يوسف مظاهرة سلمية شارك فيها آلاف العرب واليهود في إسرائيل مطالبين بتحقيق العدالة لقريتي كفر برعم وإقرت في الجليل الأعلى اللتان تم احتلالها في عام 1948، ومن ثم تدميرها. فكانت إقرت مسقط رأس خليفته الثاني، رئيس الأساقفة إلياس شقور. ولقد سعى رايا لتحقيق العدالة بوسائل غير عنيفة ودعا الفلسطينيين إلى أن يكونوا مواطنين صالحين في إسرائيل.
وفي أغسطس 1972، أمر رايا بإغلاق جميع الكنائس في أبرشية يوم أحد حدادًا على «موت العدالة في إسرائيل» حيث ظلت القريتان محرومتان من ممتلكاتهما. وقال ريا في شرح موقفه:
«لا نهاية تبرر الظلم - حتى لو بدت هذه الغاية وكأنها مصلحة الدولة أو الأمة. إذا استندت في الأمن إلى إنكار العدالة، فلا يمكن لأي مبلغ من المال أن يضمن ذلك الأمن. لن يتمكن حتى جيش قوي مثل كل جيوش روما من تأمينه.» 
وبصفته رئيس الأساقفة، كان ريا شخصية مثيرة للجدل. فبينما أعجب الكثيرون بأسلوبه الكاريزمي وقيادته المسكونية، استاء بعض العرب وأعضاء التسلسل الهرمي للكنيسة من انفتاحه على إسرائيل، فعارض ريا اقتراح المجمع الملكي المقدس بتدويل القدس. كما أنه أزعج الفاتيكان بحملته المناضلة لعودة لاجئي برعم وإقرت وبيع أراضي الكنيسة للمزارعين المسلمين الفقراء. وأعلن خطاب استقالة رايا أن التسلسل الهرمي للكنيسة أجبرته على ترك منصبه. وكانت تعتبرته حكومة إسرائيل خطيراً، ولكن عندما استقال ريا توسل رئيس الوزراء جولدا مئير إليه أن يعيد النظر.
وجاءت استقالة رايا بمثابة صدمة للكثيرين، فجمع نادي الشباب المسيحي المحلي عدة آلاف من التوقيعات طالبين منه بإعادة النظر، وعبر زعماء مسلمون ويهود ومسيحيون البارزون في إسرائيل والخارج عن خيبة أملهم. ووصف ياورام كانيوك أفكارهم عن رئيس الأساقفة، واصفًا رايا بأنه «غير مفهوم. نظر إليه الغالبية العظمى من الناس بريبة. لأنه فشل في الامتثال للمفاهيم المقبولة عمومًا... لا أفهم. كان المطران رايا بعيد المنال. لم يحمل إسرائيل أي عداء. ولقد اهتم ورعى قطيعه الروحي.» وعند مغادرته منصبه، استخدم رايا رسالته الراعوية الأخيرة للتأكيد على نهجه المسكوني:
«جئت إلى الأرض المقدسة لأعطي. وها! لقد غمرني ما تلقيته! جئت لإثراء وتنقية! وها! كنت أنا الشخص الذي أغنى وتنقى. أحببتُ عائلة الرب. عائلته هم من اليهود والعرب. لقد حملت المسلمين، الدروز، اليهودي، المسيحي، كل مؤمن وكافر، في حضن واحد.»
وبعد استقالته من منصب رئيس الأساقفة في 13 يوليو 1974، انتقل رايا إلى مادونا هاوس في كومبرمير، أونتاريو في كندا. وفي وقت ما بين استقالته و 1975 عانى من نوبة قلبية شديدة وخضع لعملية جراحية رباعية في ليكسينغتون، كنتاكي. وقام بإعطاء المحاضرات من منزله في كومبرمير وكتب عن الروحانيات البيزنطية في أماكن مختلفة، من بينها مركز جون الثالث والعشرون المسكوني في جامعة فوردهام في برونكس والمدرسة البطريركية الكبرى في رابو في أنطلياس، لبنان. وعاد إلى لبنان عام 1985 لمساعدة أبرشية بيروت مع المطران حبيب باشا. وفي عام 1987، تولى القيادة المؤقتة لأبرشية بانياس في مرجعيون لبنان، التي دمرت في الحرب الأهلية اللبنانية بين 1974 و1991. وعاد إلى كندا بعد الانتهاء من هذه المهمة وتقاعد في مادونا هاوس في عام 1990. وتوفي رايا في 10 يونيو 2005 في مستشفى سانت فرانسيس التذكاري في باري باي، أونتاريو، كندا.

## المؤلفات
ألف رايا العديد من الكتب بما في ذلك التراتيل، والأعمال اللاهوتية، ودراسات عن تاريخ الكنيسة وكتب معظم منشوراته باللغة الإنجليزية. التي تشمل:
- وفرة الحب: التجسد والتقليد البيزنطي. خدمات تعليمية. 1989. ISBN 1-56125-015-5.
- الكنيسة والثقافة البيزنطية. مطبعة Alleluia. ردمك 0-911726-55-1.
- رايا جوزيف. دي فينك البارون خوسيه (1969). العبادة البيزنطية اليومية. مطبعة Alleluia. ردمك 0-911726-07-1.
- عيد الميلاد: ولادة ربنا وإلهنا ومخلصنا يسوع المسيح وحياته الخاصة. منشورات مادونا هاوس. ردمك 0-921440-45-6.
- رايا جوزيف. دي فينك البارون خوسيه (2001). القداس الإلهي والمقدس لأبينا بين القديسين يوحنا الذهبي الفم. مطبعة Alleluia. ردمك 0-911726-64-0.
- احتفال! تأملات في القداس الإلهي والمقدس. المنشورات المسيحية الشرقية. 2003. ISBN 1-892278-42-1.
- عيون الإنجيل. منشورات مادونا هاوس. 2006. ISBN 0-921440-96-0.
- وجه الله: مقدمة للروحانية الشرقية. منشورات الله معنا.
- ميتالبسي: خدمة المناولة بدون قداس إلهي. منشورات مادونا هاوس.
- ظهور الغطاس وأسرار التنشئة. منشورات مادونا هاوس. ردمك 0-921440-36-7.
- والدة الإله: مريم أم ربنا وإلهنا ومخلصنا يسوع المسيح. منشورات مادونا هاوس. ردمك 0-921440-40-5.
- تجلي ربنا ومخلصنا يسوع المسيح. منشورات مادونا هاوس. ردمك 0-921440-29-4.